# باریه (دیمیترووگراد)
باریه (به صربی: Barje) یک منطقهٔ مسکونی در صربستان است که در دیمیتروگراد واقع شده‌است. باریه ۴۲ نفر جمعیت دارد.